# Казиранга
Национален парк „Казиранга“ е защитена територия, разположена в местността Казиранга в североизточна Индия. Националният парк се намира на територията на щата Асам и обхваща регион с разнообразен ландшафт в субекваториалния климатичен пояс. В Казиранга доминират саваните и редките горски формации и алувиалните гори. Пейзажът се моделира от сезонните разливи на река Брахмапутра, чиито воден дебит зависи от мусоните.
Казиранга се отличава с огромно биоразнообразие, уникално в световен мащаб. Тя е едно от последните убежища на едрите бозайници на Азия. Казиранга е световноизвестна като основно местообитание на застрашения от изчезване индийски носорог. През 1985 г. националният парк е включен в списъка на Световното културно и природно наследство на ЮНЕСКО.

## Основаване
Изобилният дивеч на местността е привличал тук ловци още от древността. Ловните експедиции на индийските махараджи намалили броя на някои едри бозайници, но това се отразило сравнително слабо върху техните популации. Ситуацията става критична след 19 век, когато Индия вече е британска колония и тук пристигат европейски ловци, които организират сафарита и убиват едри бозайници като слонове, носорози и тигри за трофеи. Това води до значително намаляване на числеността им и много видове са заплашени от изчезване.
За първи път Казиранга е обявена за защитена зона през 1905 г., по предложение на британската баронеса Мери Кързън, съпруга на тогавашния вицекрал на Индия лорд Кързън. Целта е да се защити популацията на индийски носорози в района, която е критично намаляла в началото на 20 век. Казиранга е създадена със статут на горски резерват с площ 232 кв. км. До 1908 г. към нея са включени и някои съседни горски и заблатени земи, благодарение на което територията нараства до 384 кв. км. През 1950 г., 2 години след като Индия става независима държава, Казиранга официално е обявена за резерват. През 1954 г. местното правителство на щата Асам издава указ, с който се забранява бракониерството на територията на резервата. През 1968 г. индийското правителство превръща резервата в Национален парк Казиранга, като площта на защитената територия е увеличена до 430 кв. км.

## Природа
Казиранга е разположена в заливната низина на река Брахмапутра в подножието на Хималаите. Районът попада в зоната на субекваториалния мусонен климатичен пояс, с два годишни периода – сух и влажен. Високата планинска верига на Хималаите е като своеобразна климатична преграда. Поради тази причина през влажния период (май – октомври) тук падат едни от най-големите количества валежи на планетата. Щатът Асам държи рекорд в световен мащаб със средни годишни количества от над 11 000 мм. дъжд. През сухия период количеството на валежите намалява драстично.
Тези климатични особености са причина за големите разлики в нивото на река Брахмапутра. През влажния сезон реката излиза от коритото си и наводнява почти целия регион. Поради това тук доминират предимно алувиалните гори, обширните тревисти пространства и т. нар. мусонни гори. Отделни райони в северната част и хималайските подножия са заети и от дъждовни тропически гори. По-голямата част от ландшафта е сезонно заблатена, в зависимост от мусоните и влияещите се от тях разливи.

### Флора
Въпреки малката си територия, Казиранга притежава огромно разнообразие на природни ландшафти. Тук има както алувиални гори и пасища, така и вечнозелени екваториални гори, както и мусонни (сезоннозелени) листопадни гори. Саваната заема най-голяма територия от областта с около 41 %. Горите покриват около втората най-голяма зона с около 28 – 29 %. Зоните са географски обособени: западната част на парка е заета предимно от саванна растителност. Тя е и най-засегната от разливите, тъй като има по-ниска надморска височина. На североизток доминират тропическите влажни гори, които тук се отличават с огромно биоразнообразие.
В саваните най-разпространена е слонската трева, която достига височина до 5 метра. В заблатените места тя отстъпва място на тръстиката. По-голямо е разнообразието в тропичните гори, където вирее дива смокиня, тиково дърво, слонска ябълка и множество видове редки тропични дървета, както и няколко вида орхидеи.

### Фауна
Фауната е изключително разнообразна. Казиранга е едно от местата с най-голяма концентрация на различни видове птици в света. Тук са представени над 400 вида, сред които птици - носорози, белочела гъска, множество видове гълъби, папагали и др. Тук зимуват и много от прелетните птици от Сибир и Източна Азия. Най-забележителната група животни в Казиранга са едрите бозайници, чиито брой е толкова голям, че паркът често е наричан „Индийският Серенгети“. Сравнението с прочутите африкански равнини не е случайно – в Казиранга живеят над 1300 индийски слона и над 1800 диви бивола. Казиранга е едно от последните местообитание на застрашения бенгалски тигър – в парка живеят около 110 индивида. Безспорно най-забележителният обитател тук е индийският носорог.
Голямо е разнообразието и сред влечугите, които са представени от емблематични видове като прочутата кралска кобра и мрежестия питон, една от най-едрите змии в света. Освен тях Казиранга е дом и на множество видове костенурки. Във водите са регистрирани около 42 вида риби.

#### Индийските носорози
Един от най-известните видове в Казиранга, който се е превърнал дори в символ на парка е застрашеният индийски носорог. Казиранга е най-значителното местообитание на този бозайник. Общо в света са оцелели около 2700 индийски носорога, от които около 2000 живеят в Казиранга. При едно преброяване през 2009 г. броят им е изчислен на 2048 индивида. За индийските носорози съобщават още античните автори след похода на Александър Македонски и преките контакти на древните гърци с Индия.
Въпреки че през последните години индийските власти се справят успешно с опазването на вида, бракониерството продължава. Индийските носорози са особено търсена цел заради рога си, който в някои азиатски страни се счита за силен афродизиак и се твърди, че лекува различни болести. Въпреки че медицинските тестове и научните изследвания опровергават това твърдение, този слух все още се приема на доверие от някои хора в региона. В Близкия изток рогът се използва за материал за направата на ками. Смята се, че на черния пазар цената на един рог може да достигне до 30 000 щатски долара.
От 1985 до 2005 г. нелегални ловци са убили в Казиранга 447 носорога и няколко пазачи. През 1990-те години индийските власти налагат по-строг и добре организиран контрол и санкции и броят на убитите носорози спада до 8 – 9. След 2007 г. обаче се наблюдава сериозен бум в незаконния лов и цифрата на застреляните носорози скача до 18 на година.

## Опазване
Един от основните проблеми на национален парк Казиранга е бракониерството. В парка живеят ценни видове като слонове, носорози и тигри, които са особено търсени на черния пазар заради своите бивни, рогове и кожи. Усилията на индийските власти и на местното правителство на щата Асам дават резултат през 1990-те години, когато незаконните отстрели са ограничени значително, а популациите, особено на едрите бозайници нарастват. Въпреки това след 2007 – 2008 г. е налице рязък ръст в броя на незаконно убитите бозайници.
Друг фактор, който влияе върху околната среда е бързото нарастване на населението. Човешките поселения в района около парка оказват натиск върху околната среда. Основният проблем се състои в придвижването на животните по време на разливите, когато те са принудени да търсят спасение в по-високите места и по-далечните пасища, някои от които се намират извън територията на парка и са заети от селища и ниви. Така дивите животни се сблъскват със селяните и земеделците, което увеличава напрежението в тези гранични зони.

## Галерия
- Галерия
- Савана в Казиранга
- Бенгалска синявица
- Крамеров папагал
- Индийски носорог
- Вход към парка